# Agaricus hondensis
Agaricus hondensis is een schimmel behorend tot de familie Agaricaceae. De wetenschappelijke naam werd gepubliceerd in 1912 door mycoloog William Alphonso Murrill, samen met drie andere Agaricus-soorten die sindsdien zijn gesynonimiseerd met A. hondensis. Te vinden in de Pacific Northwest, groeit A. hondensis in de herfst onder naaldbomen of in gemengde bossen.
De schimmel produceert vruchtlichamen (paddenstoelen) met witte tot grijs-bruine hoeden tot 15 cm in diameter, bedekt met bleek roze-bruine schubben die donkerder worden naarmate ze ouder worden. De dicht verpakte platen aan de onderkant van de hoed zijn aanvankelijk wit voordat ze roze, lila-grijs en uiteindelijk bruin worden naarmate de sporen rijpen. De stevige steel is knotsvormig en heeft een dikke, witte, viltachtige ring. De paddenstoel is giftig en veroorzaakt ernstige maagdarmstoornissen bij consumptie. Het heeft een onaangename geur vergelijkbaar met fenol of creosoot, en ontwikkelt een zeepachtig-metalige smaak bij het koken. Agaricus hondensis kan worden onderscheiden van vergelijkbare Agaricus-soorten door verschillen in geografisch bereik, habitat, reactie op vlekken en geur.

## Taxonomomie
De soort werd voor het eerst beschreven als nieuw voor de wetenschap door de Amerikaanse mycoloog William Alphonso Murrill in 1912, gebaseerd op specimens die hij in november 1911 verzamelde onder kustmammoetbomen. In dezelfde publicatie beschreef Murrill ook de soorten Agaricus bivelatoides, A. hillii en A. macmurphyi, allemaal afkomstig uit de de Pacific Northwest. De laatste twee werden vernoemd naar hun oorspronkelijke verzamelaars, Albert Hill en James Ira Wilson McMurphy, terwijl de eerste werd vernoemd vanwege zijn gelijkenis met A. bivelatus. In 1944 onderzocht Alexander H. Smith het typemateriaal van verschillende van Murrills soorten en concludeerde dat er geen onderscheidende kenmerken waren om A. bivelatoides, A. hillii en A. macmurphyi als aparte soorten te beschouwen. Hij bepaalde ook dat A. glaber van Sanford Myron Zeller, gepubliceerd als nieuw in 1938, ook dezelfde soort was als A. hondensis. MycoBank beschouwt deze namen als synoniem. De soortaanduiding hondensis verwijst naar de typelocatie La Honda (Californië).
Agaricus hondensis wordt traditioneel ingedeeld in de sectie Xanthodermatei, een groep van Agaricus-soorten verwant aan A. xanthodermus die wordt gekenmerkt door vruchtlichamen met fenolgeuren, tijdelijke gele verkleuringen in sommige delen van het vruchtlichaam, een negatieve Schaeffer-reactie en toxiciteit. Een moleculaire analyse heeft aangetoond dat het, samen met de verwante soorten A. freirei en A. phaeolepidotus, een basale lijn vormt in een clade van verwante sylvane soorten die zwakke gele reacties vertonen en enige neiging hebben tot roodachtige verkleuringen. Deze lijn is nauw verwant aan een groep Agaricus-soorten die typisch worden geplaatst in de sectie Sanguinolenti. Fylogenetisch bewijs suggereert dat deze drie soorten behoren tot een clade die kort na de vermeende splitsing van de secties Xanthodermatei en Duploannulati is afgeleid.

## Kenmerken
De dikke, rokachtige ring fladdert naar buiten vanuit de steel. De hoed is aanvankelijk bolvormig voordat hij plat wordt en bereikt een diameter van 6-15 cm. Het droge en gladde oppervlak van de hoed is wit of heeft bleek roze-bruine tot roze-grijze tot beige gekleurde afgeplatte fibrillen of fijne fibrilleuze schubben (minstens in het midden). Bij rijping worden de fibrillen meestal donkerder bruin, roodbruin of roodgrijs, maar in een noordelijke vorm zijn de fibrillen vanaf het begin donkerder bruin. Het vlees is dik en wit. Bij kneuzing of beschadiging, verandert het vlees niet van kleur, of kan het bleek geelachtig verkleuren en vervolgens langzaam roze verkleuren. De geur van het gekneusde vlees is mild of vaag fenolisch, maar is meestal duidelijk fenolisch in de basis van de steel.
De lamellen zijn aanvankelijk bleek roze tot roze-grijs voordat ze bruin worden, dan chocoladebruin of donkerder wanneer de sporen rijpen. Bij rijpheid zijn de platen vrij van hechting aan de steel en zijn ze dicht op elkaar gepakt met weinig tussenruimte tussen hen. De steel is 7-20 cm lang en 1-3 cm dik maar met een dikkere of knotsvormige basis. Stevig, glad en zonder de schubben die op de hoed worden gevonden, is de steel wit maar verkleurt hij bleek roze of bruinachtig bij veroudering of na manipulatie. Het vlees in de extreme basis kleurt meestal bleek geelachtig wanneer gekneusd. De velum partiale is vliesachtig, wit en vormt een dikke, viltachtige ring op het bovenste deel van de steel. De ring is rokachtig maar fladdert vaak naar buiten in plaats van tegen de steel te klappen. Een druppel verdund kaliumhydroxide op de hoed wordt geel.
De sporenprint is paarsbruin tot chocoladebruin. De gladde, dikwandige sporen zijn breed ellipsvormig en meten doorgaans 5,8-7,3 bij 3,7-4,4 μm. De basidia (sporendragende cellen) zijn viersporig, knotsvormig, hyaliene (doorschijnend en meten 20-21,3 bij 5,8-7,0 μm. Cystidia op de lamelrand (cheilocystidia) zijn zakvormig tot knotsvormig, hyaliene tot geelachtig bruin van kleur, en afmetingen van 18,3-25,6 bij 7,3-11,0 μm; er zijn geen cystidia op het lamelvlak (pleurocystidia).

## Gelijkende soorten
Onderscheidende veldkenmerken van Agaricus hondensis zijn onder meer de boshabitat, de gele kleuringsreactie met KOH en de geur ervan. Agaricus freirei lijkt sterk op A. hondensis en is, op basis van overeenkomsten in DNA-sequenties, nauw verwant. A. freirei wordt gevonden in kustgebieden van Spanje. A. hondensis is ook verward met A. silvaticus en A. placomyces. A. sylvaticus heeft geen stinkend vlees en heeft een negatieve KOH-reactie. A. placomyces wordt gevonden vanuit het middenwesten van de Verenigde Staten naar het oosten. Een andere lookalike, de eetbare A. subrutilescens, heeft een vergelijkbare algemene kleur, maar onderscheidt zich van A. hondensis door een milde geur, een ruige steel en een minder substantiële ring. A. moelleri is ook vergelijkbaar.

## Habitat en verspreiding
Een saprobische soort, de vruchtlichamen van Agaricus hondensis groeien verspreid of in groepen onder coniferen of in gemengde bossen. Er is ook gemeld dat ze in heksenkringen groeien. De schimmel wordt aangetroffen aan de Pacifische kust van Noord-Amerika, van British Columbia in het zuiden van Canada tot Californië, maar komt het meest voor in Californië. Vruchtlichamen zijn te vinden in de herfst van september tot oktober in een groot deel van zijn verspreidingsgebied, maar in Californië loopt het vruchtseizoen meestal van november tot februari.

## Giftigheid
Agaricus hondensis-paddenstoelen zijn giftig en het consumeren van de vruchtlichamen veroorzaakt buikgriep. Sommige vruchtlichamen ruiken naar creosoot, een geur die nog sterker wordt als de paddenstoelen worden gekookt. Koken introduceert ook een onaangename zeepachtige metaalachtige smaak. De vruchtlichamen worden als voedsel gebruikt door de West-Amerikaanse spitsmuis (Sorex vagrans) en de Amerikaanse spitsmuismol (Neurotrichus gibbsii). Relatief hoge concentraties hydrochinon zijn aanwezig in de vruchtlichamen.